# A magyar labdarúgó-válogatott mérkőzései 1978-ban
A magyar labdarúgó-válogatottnak 1978-ban kilenc találkozója volt.
A világbajnokságra utazó csapat Angliában 4–1-es vereséget szenvedett.
Argentínában a legnehezebb csoport várta a magyar csapatot, a házigazdákon kívül Olaszország és Franciaországgal voltunk egy csoportban. Bár Csapó Károly már a 10. percben vezetést szerzett, a későbbi világbajnok Argentína 2–1 re nyerte az első mérkőzést, ráadásul Törőcsik és Nyilasi elvesztette a fejét és mindkettőjüket kiállította a játékvezető. A szétesett magyar csapat ezután nem volt ellenfele a másik két csapatnak sem.
A világbajnokság után Baróti Lajos lemondott. Két időszakban 1957-től 1966-ig és 1975-től 1978-ig vezette a válogatottat, összesen 117 mérkőzésen 62 győzelem mellett 27 döntetlen és 28 vereség volt a mérlege.
Szövetségi kapitányok:
- Baróti Lajos 527–531.
- Kovács Ferenc 532–535.

## Eredmények
527. mérkőzés
| 1978. április 15. |

| Magyarország                  | 2–1             | Csehszlovákia |
| ----------------------------- | --------------- | ------------- |
| Bilský 5' (öngól) Nyilasi 28' | (2–0) Részletek | Kroupa 65'    |

| Népstadion, Budapest Nézőszám: 40 000 Játékvezető: Dušan Maksimović (YUG) |

528. mérkőzés
| 1978. május 24. |

| Anglia                                                | 4–1             | Magyarország |
| ----------------------------------------------------- | --------------- | ------------ |
| Barnes 11' Neal 34' (11-esből) Francis 38' Currie 73' | (3–0) Részletek | Nagy L. 62'  |

| Wembley Stadion, London Nézőszám: 74 000 Játékvezető: René Vigliani (FRA) |

529. mérkőzés – vb-csoport
| 1978. június 2. |

| Argentína                            | 2–1                         | Magyarország                                 |
| ------------------------------------ | --------------------------- | -------------------------------------------- |
| Luque 14' Bertoni 83' Passarella 77' | (1–1) Jegyzőkönyv Részletek | Csapó 10' Törőcsik 48′, 88′ Nyilasi 21′, 89′ |

| Estadio Monumental, Buenos Aires Nézőszám: 78 000 Játékvezető: António Garrido (POR) |

530. mérkőzés – vb-csoport
| 1978. június 6. |

| Olaszország                       | 3–1                         | Magyarország           |
| --------------------------------- | --------------------------- | ---------------------- |
| Rossi 35' Bettega 37' Benetti 60' | (2–0) Jegyzőkönyv Részletek | Tóth A. 81' (11-esből) |

| Mar del Plata Nézőszám: 35 000 Játékvezető: Ramón Barreto (URU) |

531. mérkőzés – vb-csoport
| 1978. június 10. |

| Franciaország                       | 3–1                         | Magyarország |
| ----------------------------------- | --------------------------- | ------------ |
| Lopez 22' Berdoll 37' Rocheteau 42' | (3–1) Jegyzőkönyv Részletek | Zombori 41'  |

| Mar del Plata Nézőszám: 25 000 Játékvezető: Arnaldo Coelho (BRA) |

532. mérkőzés – Eb-selejtező
| 1978. szeptember 20. |

| Finnország            | 2–1             | Magyarország |
| --------------------- | --------------- | ------------ |
| Ismail 30' Pyykkö 53' | (1–0) Részletek | Tieber 74'   |

| Olimpiai stadion, Helsinki Nézőszám: 5 000 Játékvezető: Erik Fredriksson (SWE) |

533. mérkőzés – Eb-selejtező
| 1978. október 11. |

| Magyarország            | 2–0             | Szovjetunió |
| ----------------------- | --------------- | ----------- |
| Várady 26' Szokolai 69' | (1–0) Részletek |             |

| Népstadion, Budapest Nézőszám: 35 000 Játékvezető: Walter Eschweiler (FRG) |

534. mérkőzés – Eb-selejtező
| 1978. október 29. |

| Görögország                                | 4–1             | Magyarország |
| ------------------------------------------ | --------------- | ------------ |
| Galákosz 59' 66' Ardízoglu 72' Mávrosz 89' | (0–0) Részletek | Várady 91'   |

| Kaftanzogliu-stadion, Szaloniki Nézőszám: 10 000 Játékvezető: Nikola Dudin (BUL) |

535. mérkőzés
| 1978. november 15. Félbeszakadt a 61. percben köd miatt. |

| NSZK | 0–0       | Magyarország |
| ---- | --------- | ------------ |
|      | Részletek |              |

| Waldstadion, Frankfurt am Main Nézőszám: 40 000 Játékvezető: Robert Wurtz (FRA) |